# Gaocun, Sichuan
Gaocun (kinesiska: 高村乡, 高村) är en socken i Kina. Den ligger i provinsen Sichuan, i den sydvästra delen av landet, omkring 200 kilometer norr om provinshuvudstaden Chengdu. Antalet invånare är 5 334. Befolkningen består av 2 519 kvinnor och 2 815 män. Barn under 15 år utgör 14,0 %, vuxna 15-64 år 75 %, och äldre över 65 år 10,0 %.
Genomsnittlig årsnederbörd är 1 162 millimeter. Den regnigaste månaden är juli, med i genomsnitt 342 mm nederbörd, och den torraste är december, med 2 mm nederbörd.